# Hannibal. Po drugiej stronie maski (film)
Hannibal. Po drugiej stronie maski (tytuł oryginalny Hannibal Rising) – film fabularny z 2007 roku w reżyserii Petera Webbera, oparty na scenariuszu Thomasa Harrisa. Zdjęcia kręcono w Czechach (Praga, Brno, zamek Kost w kraju hradeckim).

## Fabuła
Akcja zaczyna się w czasie II wojny światowej. Ośmioletni Hannibal Lecter mieszka w rodzinnym zamku, wraz z rodzicami i młodszą siostrą Miszą. Gdy do okolic zamku zbliżają się niemieckie wojska, rodzina Lecterów musi przenieść się do ukrytego w lesie domu. Wkrótce przybywają tam też radzieccy żołnierze, żądając od rodziców Hannibala pomocy w uzupełnieniu zapasów, jednak do tego samego miejsca trafiają wojska niemieckie i dochodzi do starcia, w którym rodzice Hannibala giną, pozostawiając go samego razem z siostrą. Wkrótce do domku w którym dzieci pozostały wpadają najemnicy litewscy pod przywództwem Vladysa Grutasa, pracujący dla Niemców. Nie mogąc przez dłuższy czas znaleźć pożywienia, zabijają Miszę, zjadają ją i wkrótce uciekają, pozostawiając samego Hannibala przy życiu, który wkrótce zostaje znaleziony przez rosyjskie wojska i trafia do sierocińca, który mieści się w dawnym zamku rodziny Lecterów.
Osiem lat później Hannibal ucieka z sierocińca i przedostaje się na zachód, do Francji i zamieszkuje z Lady Murasaki – wdową po bracie jego matki, Japonką, która straciła całą rodzinę w ataku bombowym na Hiroszimę. Hannibal początkowo nie pamięta, co się dokładnie stało z jego siostrą, jego wspomnienia z tamtego czasu to tylko mgliste koszmary senne. Rozpoczyna studia medyczne, wkrótce jednak przypomina sobie wszystko i zaczyna poszukiwania osób odpowiedzialnych za śmierć jego siostry.

## Obsada
- Gaspard Ulliel – Hannibal Lecter
- Gong Li – Lady Murasaki
- Rhys Ifans – Grutas
- Pavel Bezdek – Dieter
- Ivan Marevich – Grentz
- Nancy Bishop – Marielle
- Kevin McKidd – Kolnas
- Helena Lia Tachovska – Mischa
- Richard Brake – Dortlich
- Beata Ben Ammar – Madam Lolnas
- Dominic West – Inspektor Popil
- Aaron Thomas – Młody Hannibal Lecter
- Ingeborga Dapkūnaitė – Matka Hannibala Lectera
- Charles Maquignon – Paul rzeźnik
- Lana Likic – Pokojówka Gruta
- inni